# Kamenica (Bojnik)
Pour les articles homonymes, voir Kamenica.
Kamenica (en serbe cyrillique : Каменица) est un village de Serbie situé dans la municipalité de Bojnik, district de Jablanica. Au recensement de 2011, il comptait 200 habitants.

## Démographie
| 1948 | 1953 | 1961 | 1971 | 1981 | 1991 | 2002 | 2011 |
| ---- | ---- | ---- | ---- | ---- | ---- | ---- | ---- |
| 666  | 695  | 649  | 541  | 458  | 364  | 276  | 200  |

|  |